# British European Airways
Pour les articles homonymes, voir BEA.
Number One in Europe

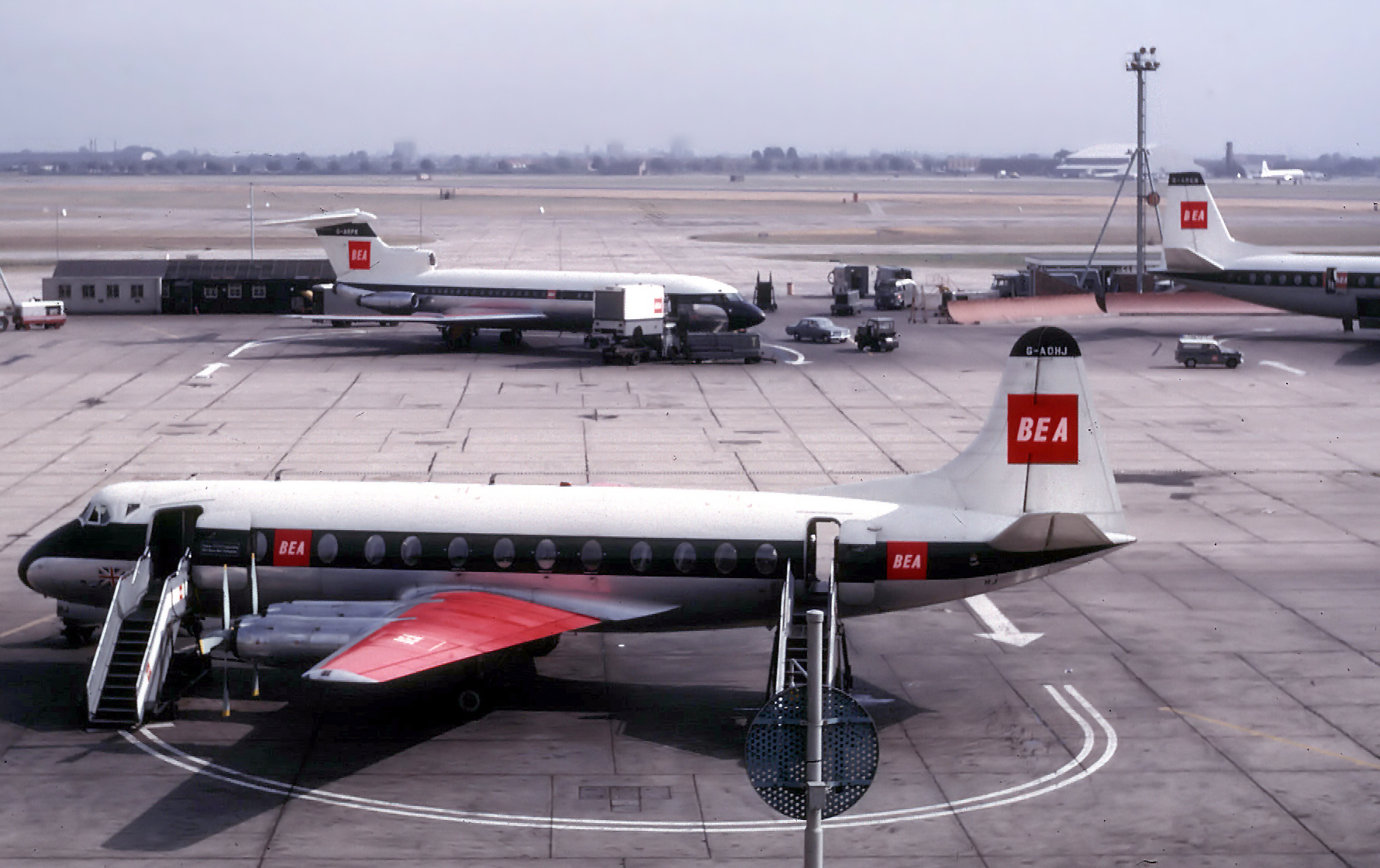
Un Vickers Viscount de la BEA à l'aéroport de Londres-Heathrow en 1964. Derrière lui un Hawker-Siddeley Trident et à droite un Vickers Vanguard de la même compagnie.

British European Airways (BEA) est une ancienne compagnie aérienne britannique qui a existé de 1946 à 1974. Elle fusionna en 1974 avec la British Overseas Airways Corporation pour former la British Airways.

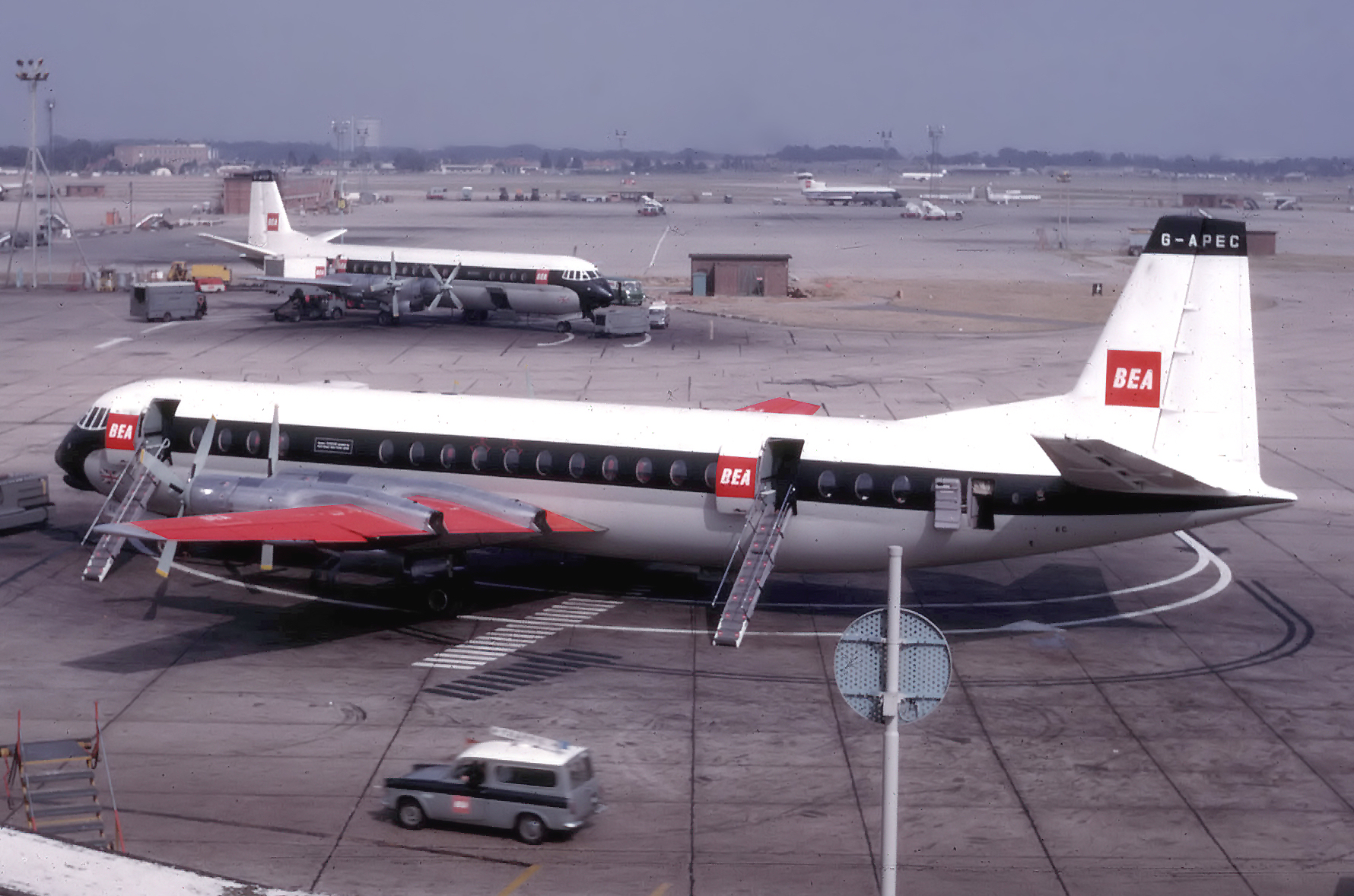
Vickers Vanguard en 1965

## Accidents et incidents
- 5 avril 1948 : Le Viking 1B (G-AIVP) de la British European Airways s’apprêtant à atterrir sur l’aéroport de Gatow à Berlin-Ouest est heurté par un Yak-3 de la force aérienne soviétique se livrant à des acrobaties aériennes. Les 14 personnes à bord ainsi que le pilote soviétiques sont tués[1].
- Le 6 février 1958, le vol 609 British European Airways, un Airspeed AS.57 Ambassador, reliant l'aéroport Nikola-Tesla de Belgrade à l'aéroport de Manchester, avec escale à l'aéroport de Munich-Riem, s'écrase lors de son décollage de Munich. 23 des 44 occupants seront tués dans l'accident.
- Le 2 octobre 1971, le vol BEA 706 opéré par un Vickers Vanguard immatriculé G-APEC, reliant l'aéroport de Londres-Heathrow à l'aéroport de Salzbourg, en Autriche, s'écrase en Belgique, près du village d'Aarsele (commune de Thielt, province de Flandre-Occidentale). Les 63 personnes à bord ont été tuées (dont les 8 membres d'équipage). L'accident est dû à une décompression accidentelle entrainant la perte de la queue de l'appareil.
- Le 18 juin 1972, le vol 548 British European Airways, un Hawker Siddeley Trident, reliant l'aéroport de Londres-Heathrow à l'aéroport de Bruxelles, s'écrase peu après son décollage de Londres. Aucun survivant parmi les 118 occupants.